# Vogelsang-Warsin
Vogelsang-Warsin är en kommun i Landkreis Vorpommern-Greifswald i förbundslandet Mecklenburg-Vorpommern i Tyskland.
Namnet ändrades 1995 från enbart Vogelsang till Vogelsang-Warsin efter orterna i kommunen.
Staden ingår i kommunalförbundet Amt Am Stettiner Haff tillsammans med kommunerna Ahlbeck, Altwarp, Eggesin, Grambin, Hintersee, Leopoldshagen, Liepgarten, Lübs, Luckow, Meiersberg och Mönkebude.